# Адмира, Анри
Анри́ Адмира́ или Адмира́ль (фр. Henri Admirat или Admiral; 3 сентября 1744 года, Auzelles — 17 июня 1794 года, Париж) — француз, известный попыткой покушения на члена Национального конвента Колло д’Эрбуа, за которую он поплатился жизнью на эшафоте.

## Биография
Сын крестьянина из Оверни, в молодости прибыл в Париж в поисках работы. Служил в домах Бертена (Henri Léonard Jean Baptiste Bertin) и его родственников, и по рекомендации того был определён сторожем в контору королевской лотереи.
По упразднении конторы с началом революции, остался в Париже в бедственном положении и был свидетелем революционных кровавых происшествий эпохи террора (5 сентября 1793 — 27 июля 1794). Намеревался убить Робеспьера, но его не впустили в квартиру, тогда 22 мая 1794 года застал члена конвента Колло д’Эрбуа возвращающимся домой и стрелял в него из двух пистолетов, но не попал, укрылся в своей квартире на пятом этаже. Отстреливался, когда пришли его арестовывать; на допросе сожалел, что промахнулся.

Но тут произошли два события, которые убедили людей, что «иностранный заговор» действительно существует и заговорщики начинают действовать. 3 прериаля некий Анри Адмираль пришёл в девять часов утра к Робеспьеру, но тот его не принял. Весь день этот человек провёл в городе – ел, пил, развлекался. К одиннадцати часам вечера он вернулся к себе домой, но в квартиру не вошёл, а остался на лестнице. Когда около часа ночи в вестибюль вошёл сподвижник Робеспьера Колло д'Эрбуа, живущий в том же доме, Адмираль выстрелил ему в голову. Но пистолет дал осечку. Напуганный Колло д'Эрбуа нагнулся, чтобы поднять трость, и это спасло ему жизнь, потому что Адмираль выстрелил второй раз. Потом он забаррикадировался в своей квартире, но это не спасло его от ареста. Анри Адмираля отправили в Консьержери. Там безумец повторял только одно: он сожалеет, что промахнулся и что купил за большие деньги никуда не годное оружие...— Жюльетта Бенцони. Роман «Кровавая месса»
В донесении, представленном Комитету общественного спокойствия репрезентантом Лакостом, был назван главным орудием внешних врагов Франции, агентом Питта и Кобурга и корреспондентом всех королевских дворов Европы.

### Суд
Вместе с ним суду были преданы 53 человека, о которых он никогда не слышал. «С ума ли вы сошли, — сказал он в суде Фукье-Тенвилю, — что обвиняете всех этих людей в сообщничестве со мной!» Выслушав смертный приговор всем подсудимым, он воскликнул: «Сколько добрых людей я сгубил!»
Список 53-х французов, преданных революционному суду в качестве «сообщников» Адмира.

### Казнь
На казнь 17 июня 1794 года на парижской площади Нации (тогда — площадь Трона) его привезли в красной рубахе и казнили последним из 62 жертв того дня. Тело Адмира, вместе с телами 53-х «сообщников», было брошено в общую могилу парижского кладбища Пик-Пюс.